# Пацаев, Виктор Иванович
Ви́ктор Ива́нович Паца́ев (19 июня 1933, Актюбинск, Казахская АССР, РСФСР, СССР — 30 июня 1971) — лётчик-космонавт СССР, инженер-исследователь космического корабля Союз-11, Герой Советского Союза (посмертно). Первый астроном в мире, работавший за пределами земной атмосферы.
Погиб при разгерметизации спускаемого аппарата во время посадки «Союза-11».

## Биография

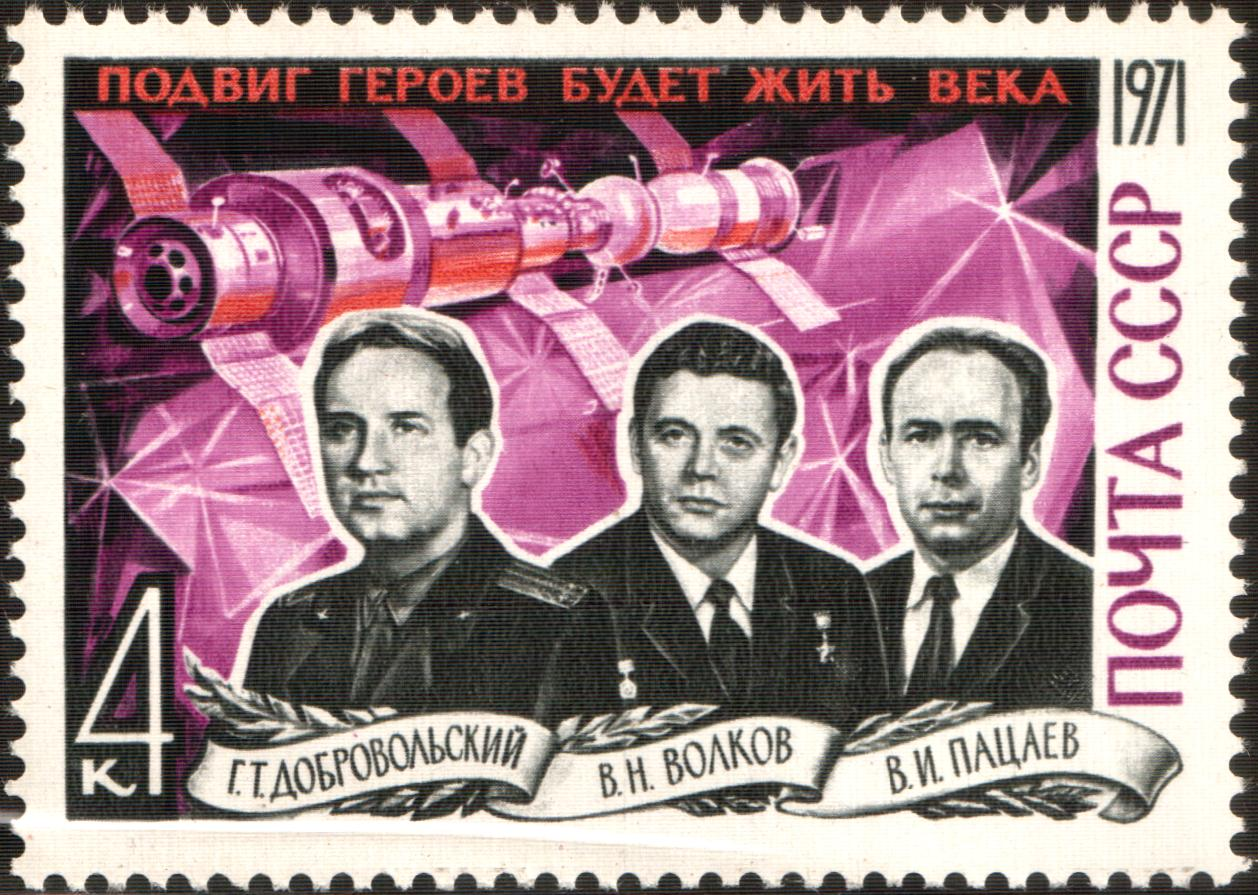
Марка СССР «Подвиг героев будет жить века» (памяти экипажа космического корабля «Союз-11») (1971, 4 копейки, ЦФА № 4060, Скотт № 3904)

Родился в русской семье Марии Сергеевны (дев. Кольцова) и Ивана Пантелеевича Пацаевых, в которой было двое детей — сын Виктор и дочь Галина. 17 августа Ивана Пантелеевича отправили на фронт в составе 312-й стрелковой дивизии. 16 октября 1941 года он погиб в районе села Детчино, был похоронен в д. Березовка Малоярославецкого района.
Спустя год после войны семья Пацаевых переехала в дом отчима Ивана Ивановича Волкова, который после смерти жены остался с четырьмя детьми — Виктором, Анатолием, Геннадием и Эммой. Они сдружились с Виктором и Галиной. В сентябре 1948 года семья переехала в город Нестеров Калининградской области. Отчима Виктора поставили на должность начальника сберкассы, Мария Сергеевна устроилась продавцом, а 20 сентября все дети пошли в школу.
Из воспоминаний сестры, Галины Пацаевой:
Ещё не летал в космос Юрий Гагарин, когда Виктор взял у родителей книгу «Путешествие на Луну» К. Э. Циолковского, а только начались космические полёты, как Виктор Иванович Пацаев понял, что хотел бы полететь в космос.
- 1950 — Виктор Пацаев окончил школу и получил аттестат. После выпускного вечера он решил подать документы в Московский геологоразведочный институт на факультет аэрофотосъёмки. Виктор успешно сдал все экзамены, но не набрал нужного количества баллов, и ему предложили перевестись в Пензенский индустриальный институт. В течение всего первого курса он не расставался со своей мечтой — снова перевестись в геологоразведочный, но в Пензенском индустриальном институте на факультете точной механики открылось отделение счётно-аналитических машин, и Виктор подал заявление в деканат о зачислении его на новое отделение.
- 1955 — окончил Пензенский индустриальный институт и был направлен на работу в Центральную аэрологическую обсерваторию Гидрометслужбы СССР. Участвовал в конструировании приборов для метеорологических ракет.
- 1958 — перешёл на работу в ОКБ-1 (КБ Королёва). Работал в конструкторском отделе антенно-фидерных устройств. Увлекался фехтованием на рапирах[8].
- 1968 — принят в отряд космонавтов (Группа гражданских специалистов № 3).
- 1971 — вошёл в дублирующий экипаж, но в связи с отстранением от полёта по состоянию здоровья члена основного экипажа Валерия Кубасова, совершил полёт в качестве инженера-исследователя[2] космического корабля «Союз-11» и орбитальной космической станции «Салют-1». Полёт продолжался в течение 23 суток 18 часов 21 минуты 43 секунд (тогда это был мировой рекорд).

Виктор Пацаев (позывной «Янтарь-3») стал первым космонавтом, отметившим свой день рождения в космосе.
При спуске произошла разгерметизация спускаемого аппарата «Союза-11», экипаж в составе Георгия Добровольского, Владислава Волкова и Виктора Пацаева погиб.
После посадки уже через две минуты к приземлившемуся аппарату, который лежал на боку, подбежали спасатели, но реанимировать экипаж не смогли.
Случившееся вызвало шок не только у граждан Советского Союза, но и у всего мира. До этого, единственным космонавтом, погибшим при выполнении полетов, в 1967 году был — Владимир Комаров. С 1971 года больше не погиб ни один советский или российский космонавт.
Космонавтов торжественно похоронили 2 июля 1971 года. Урны с прахом героев были помещены в ниши в Кремлевской стене.

## Семья
- Супруга — Пацаева (Кряжева) Вера Александровна (1931—2002).
- Сын — Пацаев Дмитрий Викторович, родился 23.09.1957.
- Дочь — Пацаева Светлана Викторовна, родилась 15.02.1962 — преподаватель, доцент кафедры общей физики физического факультета МГУ им. М. В. Ломоносова.

Статистика
| # | Стартовый корабль | Старт, UTC        | Экспедиция           | Корабль посадки | Посадка, UTC      | Налёт                       | Выходы в открытый космос | Время в открытом космосе |
| - | ----------------- | ----------------- | -------------------- | --------------- | ----------------- | --------------------------- | ------------------------ | ------------------------ |
| 1 | Союз-11           | 06.06.1971, 04:55 | Союз-11, Салют-1 (1) | Союз-11         | 29.06.1971, 23:16 | 23 суток 18 часов 21 минута | 0                        | 0                        |

## Награды
- Герой Советского Союза (1971, посмертно)
- Орден Ленина (1971, посмертно)
- Заслуженный мастер спорта СССР (1971, посмертно)
- медаль «За доблестный труд. В ознаменование 100-летия со дня рождения В. И. Ленина» (3 апреля 1970 года).
- Почётный знак ВЛКСМ

## Увековечение памяти
Именем Пацаева названы:
- кратер на Луне и малая планета № 1791 Patsayev;
- улицы в Актобе и Алге, Калининграде, Калуге, Владивостоке, Орске, Пензе, а в Ростове-на-Дону, Черкассах и Сатпаеве в год смерти лётчиков по три улицы были названы их именами, в городе Долгопрудном назван его именем проспект. Увековечена память о Пацаеве в названиях улиц других городов и посёлков;
- научно-исследовательское судно «Космонавт Виктор Пацаев»;
- актюбинская школа юных лётчиков.
- Установлены мемориальные доски в Калуге, Пензе (на здании ПГУ), Омске (ул. Пацаева, 5а), селе Рождествено Самарской области (улица Пацаева, д. 16) и в Долгопрудном Московской области (на Первомайской ул., на доме, где он проживал, и на здании Центральной аэрологической обсерватории ЦАО.
- Бюст в Актюбинске (1976), автор С. П. Хаджибаронов.
- Увековечен в скульптурной композиции «Павший астронавт» — первой и пока единственной художественной инсталляции на Луне.
- В городе Долгопрудный Московской области на торце дома 14 по проспекту Пацаева изображён его портрет.
- На месте гибели, в открытой степи, в окрестностях г. Джезказган есть монумент.
- материалы о В. И. Пацаеве представлены в экспозиции Калининградского областного историко-художественного музея[13]

Информационная табличка в Ростове-на-Дону
Памятная доска на доме в Долгопрудном: Первомайская ул., дом 21
Монумент «Землякам-космонавтам» в Калининграде

### Школы
- Средняя школа № 2 города г. Алга Республики Казахстан, в которой в течение нескольких лет учился космонавт, носит имя В. И. Пацаева. В школе с 1971 года открыт мемориальный музей и установлена памятная доска.
- В средней школе города Нестерова Калининградской области, носящей имя В. И. Пацаева, открыт музей космонавта[14].
- На территории школы № 39 (ныне — гимназия «САН») города Пензы установлена стела В. И. Пацаеву. С 1981 года его имя также носила пионерская дружина этой школы[15].
- Школа № 9 в городе Долгопрудный Московской области носит имя космонавта В. И. Пацаева.

### Игры
Именем Виктора Пацаева, Владислава Волкова, Георгия Добровольского, а также Владимира Комарова названы четыре планеты в компьютерной игре Mass Effect 2.

### Фильмы
- Крутые дороги космоса — СССР, Центрнаучфильм, 1972.
- Добровольский, Волков, Пацаев. Вернуться и умереть — Россия, Первый канал, Тайны века, 2006.
- Гибель «Союза» — Россия, телекомпания «Останкино», ТРК «Петербург — Пятый канал», 2008.